# Kežmarok
Kežmarok (nemško Kesmark or Käsmark; madžarsko Késmárk, jidiš קעזמאַרק, poljsko Kieżmark) je mesto s približno 16.000 prebivalci v severovzhodnem delu Slovaške, okoli 15 km severovzhodno od Poprada, ob istoimenski reki Poprad. V zgodovini je bil za Levočo drugo najpomembnejše mesto v regiji, danes je sedež lesne in tekstilne industrije.

## Izvor imena
Po pridobitvi mestnih pravic leta 1269 je v mestu deloval trg s sirom (nemško Käsemarkt), po katerem so prevzeli nemško ime mesta. Domneva, da bi ime izhajalo iz nemške besede Kaisersmarkt je tako najverjetneje napačna. Iz nemškega imena sta izpeljani tudi slovaško in madžarsko ime.

## Zgodovina
Poselitev pri Kežmarku sega v starejšo kameno dobo. V 13. stoletju je regija vsebovala skupnost Sasov, slovaško ribiško vas, madžarsko mejno postojanko in karpatsko nemško naselje. Njeno latinsko ime je bilo prvič omenjeno leta 1251 kot Villa (Saxonum apud Ecclesiam) Sancte Elisabeth. Leta 1269 je Kežmarok dobil mestno listino. Mesto je imelo tudi pravico organizirati sirarsko tržnico (od tod nemško ime Kesmark (Käsemarkt - sirna tržnica). Leta 1433 je mesto močno prizadel husitski pohod. Po letu 1440 je imel spiški grof sedež v Kežmaroku. V 15. stoletju (in potem še enkrat leta 1655) postane Kežmarok svobodno kraljevo mesto.
Mesto je bilo oporišče plemiške družine Thököly. V mestu se je leta 1657 rodil madžarski magnat in bojevnik Imre Thököly. Umrl je v izgnanstvu v Turčiji leta 1705, v 20. stoletju pa so njegovo truplo vrnili v Kežmarok in ga pokopali v plemiškem mavzoleju v mestni luteranski cerkvi.
Drugi spomeniki mesta so grad, številne renesančne trgovske hiše in muzej starih knjig. V ponos mestu je protestantska cerkev, zgrajena leta 1688 v celoti iz lesa. V cerkvi so tudi orgle iz leta 1719 z lesenimi piščali. Cerkev je od leta 2008 na Unescovem seznamu svetovne dediščine pod naslovom Lesene cerkve v slovaškem delu Karpatov.
Kežmarok je imel nemško etnično večino do leta 1910, Nemci pa so ostali velika manjšina do konca druge svetovne vojne. Večino Nemcev so pred prihodom Rdeče armade evakuirali v Nemčijo ali Sudete. Evakuacija je bila večinoma na pobudo Adalberta Wanhoffa in je med sredino novembra 1944 in 21. januarjem 1945 pripravila škofijo nemške evangeličanske cerkve. Imela je tudi veliko in aktivno judovsko skupnost. Med drugo svetovno vojno je bilo pod okriljem slavne prve slovaške republike skoraj 3000 mestnih Judov deportiranih v nemška taborišča smrti. Mestno predvojno judovsko pokopališče je sedaj obnovljeno.

## Znamenitosti
- grad Kežmarok in mestne utrdbe iz 15. stoletja
- Bazilika svetega križa (zgrajena 1444 - 1498) z lesenimi oltarji, ki so jih verjetno izrezljali učenci mojstra Pavla iz Levoče
- klasicistična mestna hiša, prvotno zgrajena leta 1461, predelana 1799
- nekdanji evangeličanski licej iz leta 1776
- Artikularna lesena cerkev, Kežmarok iz leta 1717 s tlorisom v obliki grškega križa, zgrajena, ne da bi uporabili en sam žebelj; cerkev je del Unescove svetovne kulturne dediščine
- nova evangeličanska cerkev v neobizantinskem slogu iz leta 1898, ki jo je za Jeruzalem zasnoval danski arhitekt Theophil Hansen; ko pa cerkev tam ni bila zgrajena, je načrte podaril mestu Kežmarok. V cerkvi je grobnica Imreja Thökölyja.
- baročna cerkev sv. Pavla iz leta 1747

## Demografija
| Leto          | 1994   | 2004    | 2014    | 2024    |
| ------------- | ------ | ------- | ------- | ------- |
| Število ljudi | 17.796 | 17.179  | 16.636  | 15.145  |
| Razlika       |        | −3,46 % | −3,16 % | −8,96 % |

| Leto          | 2023   | 2024    |
| ------------- | ------ | ------- |
| Število ljudi | 15.238 | 15.145  |
| Razlika       |        | −0,61 % |

## Pobratena mesta
Kežmarok je pobraten z:
- Bochnia, Poljska
- Gliwice, Poljska
- Hajdúszoboszló, Madžarska
- Kupiškis, Litva
- Lanškroun, Češka
- Lesneven, Francija
- Nowy Targ, Poljska
- Příbram, Češka
- Weilburg, Nemčija
- Zgierz, Poljska

## Galerija
- Grad Kežmarok
- Mestna hiša
- Protestantska cerkev
- Stavba železniške postaje
- Reduta, nekdanja mestna knjižnica
- Hiše na Starý trh (Stari trg)
- Lesena artikularna cerkev